# Osservatorio nazionale boliviano di Tarija
L'Osservatorio nazionale boliviano di Tarija (in spagnolo Observatorio Astrónomico Nacional, Tarija), conosciuto anche come Osservatorio di Santa Ana, è un osservatorio astronomico della Bolivia. È situato nel villaggio di Santa Ana, a circa 15 Km dalla città di Tarija, a 1.860 metri sul livello del mare. È stato fondato negli anni ottanta, con il nome di Osservatorio Sovietico-Boliviano di Tarija, in seguito ad un accordo tra la Bolivia e l'Unione Sovietica per ospitare spedizioni scientifiche sovietiche per l'osservazione del cielo dell'emisfero meridionale. Negli anni novanta, in seguito alla dissoluzione dell'Unione Sovietica, la Bolivia ha assunto la gestione dell'osservatorio, dandogli l'attuale denominazione.

## Storia
Negli anni settanta vi furono diverse spedizioni scientifiche astronomiche in Bolivia da parte di astronomi sovietici dell'Osservatorio di Pulkovo. Nel 1982 venne firmato un accordo tra l'Accademia delle scienze dell'URSS e l'Accademia nazionale delle scienze della Bolivia per la costruzione di un osservatorio astronomico per ospitare stabilmente le spedizioni scientifiche sovietiche. La struttura sarebbe stata costruita ed equipaggiata dai sovietici e gestita congiuntamente dalle due nazioni. L'osservatorio, chiamato Osservatorio Sovietico-Boliviano di Tarija, fu inaugurato nel 1984 e dallo stesso anno ospitò regolari spedizioni di astronomi sovietici, che lavoravano con l'assistenza di collaboratori boliviani. Dal 1989 fu coinvolta nelle attività dell'osservatorio anche l'Università Juan Misael Saracho, con sede a Tarija.
Dopo la dissoluzione dell'Unione Sovietica, la Russia subentrò nella gestione dell’osservatorio, ma i finanziamenti per le spedizioni scientifiche cominciarono a scarseggiare. Nel 1993, dopo l'ultima spedizione scientifica russa, fu firmato un accordo tra l'Accademia russa delle scienze e l'Accademia nazionale delle scienze della Bolivia, che prevedeva la cessione in uso gratuito alla Bolivia delle strutture e delle attrezzature dell'osservatorio, che tuttavia sarebbero rimaste di proprietà russa. La Bolivia si sarebbe accollata interamente i costi di manutenzione e funzionamento di strutture ed attrezzature dell'osservatorio, impegnandosi ad inviare in Russia una breve relazione annuale sullo stato dei beni dell'osservatorio. Dopo la firma dell'accordo, nello stesso anno un decreto del governo boliviano ha ridenominato l'osservatorio, chiamandolo Osservatorio Astrónomico Nazionale Boliviano di Tarija. I finanziamenti ricevuti dal governo e dall'Università Juan Misael Saracho sono stati tuttavia modesti, per cui l'osservatorio ha avuto una vita difficile e non ha potuto svolgere attività scientifiche di rilievo. 
Nel 2003 i rapporti scientifici con la Russia sono ripresi e nel 2005 l'osservatorio ha ospitato nuovamente una spedizione scientifica russa. Dal 2006 l'Osservatorio Nazionale Boliviano effettua regolari osservazioni nell'ambito del progetto International Scientific Optical Network (ISON).

## Dotazione strumentale
L'osservatorio dispone di un astrografo portatile da 23 cm, un telescopio riflettore Zeiss da 60 cm, un telescopio riflettore da 20 cm, una fotocamera automatica per il tracciamento di satelliti artificiali, una fotocamera CCD e una telecamera CCD dotata di filtri. Dal 2006 la strumentazione originale dell'osservatorio si è arricchita con un nuovo telescopio riflettore da 25 cm.